# Đại Tâm
Đại Tâm là một xã thuộc huyện Mỹ Xuyên, tỉnh Sóc Trăng, Việt Nam.

## Địa lý
Xã Đại Tâm nằm ở trung tâm huyện Mỹ Xuyên, có vị trí địa lý:
- Phía đông giáp xã Tham Đôn và thành phố Sóc Trăng
- Phía tây giáp xã Thạnh Phú và huyện Mỹ Tú
- Phía nam giáp xã Tham Đôn
- Phía bắc giáp thành phố Sóc Trăng và huyện Mỹ Tú.

Xã Đại Tâm có diện tích 25,86 km², dân số năm 2022 là 20.809 người, mật độ dân số đạt 804 người/km².

## Hành chính
Xã Đại Tâm được chia thành 8 ấp: Đại Ân, Đại Chí, Đại Nghĩa Thắng, Đại Thành, Tâm Kiên, Tâm Lộc, Tâm Phước, Tâm Thọ.

## Lịch sử
Ngày 7 tháng 7 năm 1982, Hội đồng Bộ trưởng ban hành Quyết định số 111-HĐBT về việc thành lập xã Đại Trí trên cơ sở một phần của xã Đại Tâm.
Ngày 16 tháng 9 năm 1989, Hội đồng Bộ trưởng ban hành Quyết định số 128-HĐBT về việc sáp nhập xã Đại Trí vào xã Đại Tâm.
Sau khi phân vạch địa giới hành chính, xã Đại Tâm có 3.290,05 ha diện tích tự nhiên và 14.334 nhân khẩu.
Ngày 30 tháng 10 năm 1995, Chính phủ ban hành Nghị định số 70-CP về việc thành lập Phường 10 thuộc thị xã Sóc Trăng trên cơ sở 416,63 ha diện tích tự nhiên và 2.873 nhân khẩu của xã Đại Tâm.

## Văn hóa
- Chùa Sà Lôn (có tên khác là chùa Chén Kiểu).